# Melville-Insel (Kanada)
Melville Island (englisch) oder Île Melville (französisch) ist eine unbewohnte Insel im Kanadisch-Arktischen Archipel und gehört westlich des 110. Längengrades zu den Nordwest-Territorien und östlich davon zum kanadischen Territorium Nunavut.

## Geographie
Die Insel ist etwa 340 km lang und 50 bis 120 km breit. Sie ist mit einer Fläche von 42.149 km² (nach anderen Quellen 37.680 km²) die viertgrößte der Königin-Elisabeth-Inseln und belegt in der Liste der größten Inseln der Erde den 33. Platz. Sie ist unregelmäßig geformt. Große Halbinseln sind Sabine Peninsula im Norden und Dundas Peninsula im Süden. Die Insel ist relativ hügelig und an ihrer höchsten Stelle in den Blue Hills im Südwesten 776 m hoch. Im Inneren gibt es kleinere von Eis bedeckte Gebiete. Der Permafrost reichte Ende des 20. Jahrhunderts bis in eine Tiefe von 535 m.
Von der Victoriainsel im Süden ist Melville Island durch den Viscount-Melville-Sund getrennt, von der Banksinsel im Südwesten durch die McClure Strait, von Eglinton Island im Westen durch die Kellett Strait, von Prince Patrick Island im Nordwesten durch die Fitzwilliam Strait, von Mackenzie King Island im Norden durch die Hazen Strait, von Lougheed Island, Cameron Island, Île Vanier, Massey, Alexander und Bathurst Island im Nordosten durch den Byam Martin Channel sowie von Byam Martin Island im Osten durch den Byam Channel.

## Geschichte
Zeltringe in der Nähe des Bridport Inlet und des Liddon Gulf beweisen, dass Menschen der Dorset- und Prä-Dorset-Kultur die Insel saisonal besuchten. Weitere archäologische Funde am Liddon Gulf werden der Thule-Kultur zugerechnet. Offenbar besuchten Gruppen von Jägern die Insel vor 3000 bis 500 Jahren regelmäßig.

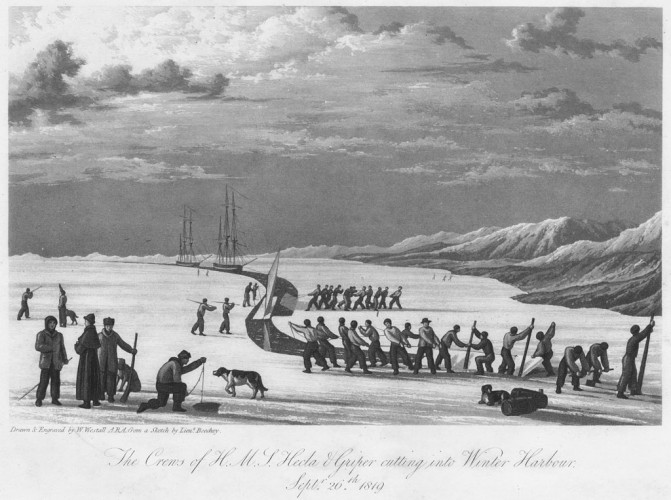
Die Mannschaften der HMS Griper und der HMS Hecla am 26. September 1819

Aus europäischer Sicht wurde die Insel am 1. September 1819 vom britischen Forscher Sir William Parry entdeckt, der am Folgetag in der Nähe von Point Ross anlandete. Er überwinterte mit seinen Schiffen HMS Griper und HMS Hecla ab dem 26. September in Winter Harbour, einer Bucht im Süden der Insel. Parry benannte die Insel nach Robert Dundas, dem 2. Viscount Melville. 1851 erforschte Sir Francis Leopold McClintock die Südküste der nunmehr Melville Island genannten Insel auf der Suche nach der verschollenen Franklin-Expedition. 1906 ging Joseph-Elzéar Bernier am Arctic Point an Land und nahm die Insel für Kanada in Besitz.
Auf der Suche nach Erdöl und Erdgas in der kanadischen Arktis wurde die erste Probebohrung 1961 in der Nähe von Winter Harbour durchgeführt. 1969 fand Panarctic Oils am Drake Point auf der Sabine Peninsula erstmals größere Erdgasvorkommen (98,5 Milliarden m³). Ein zweites großes Erdgasfeld (Hecla) wurde 50 km weiter westlich an der Hecla and Griper Bay gefunden. Am 30. Oktober 1974 verunglückte der Panarctic-Oils-Flug 416 beim Anflug auf das Rea Point Airfield. 30 Passagiere und zwei der vier Besatzungsmitglieder kamen dabei ums Leben.

## Flora und Fauna
Die Vegetation ist spärlich. Auf der Insel leben Polarwölfe, Moschusochsen in größerer Zahl, aber nur wenige Karibus.